# Schulverfassung
Unter Schulverfassung versteht man in der weitesten Bedeutung des Begriffs die Gesamtheit aller Rechtsnormen, die das Schulwesen eines Bundeslandes oder das Leben in einer einzelnen Schule betreffen. In diesem weit gefassten Sinn gehören z. B. auch Vorschriften über die Rechte und Pflichten Minderjähriger und über das Eltern-Kind-Verhältnis, die im BGB normiert sind, zur Schulverfassung, sofern sie sich auf das Schulleben auswirken.
In einem engeren Sinn bezeichnet der Begriff Schulverfassung die Regelungen des Grundgesetzes (insbesondere in Art. 7 GG), der Landesverfassungen und der Schulgesetze der Bundesländer über die Schulstruktur des Landes, die Vertretungs- und Entscheidungsorgane und deren Zuständigkeiten sowie über die Verfahren der Willensbildung in den Schulen. Viele Schulgesetze enthalten einen eigenen Abschnitt „Schulverfassung“. Oft (z. B. in Niedersachsen) ist im Kontext des Konzepts der „Eigenverantwortlichen Schule“ auch von einer inneren Schulverfassung die Rede, durch die der Autonomie der Schule vom Landesgesetzgeber ein Rahmen gegeben worden sei.
Darüber hinaus geben sich viele Schulen autonom eine Schulverfassung, die in aller Regel eine Mischung aus einem Leitbild und einer Schulordnung darstellt, oft auch Letzterer einen Rahmen gibt, aus dem hervorgeht, welchen Werten und Normen sich die jeweilige Schule verpflichtet fühlt. Diese Schulverfassung sollte unter möglichst hoher Beteiligung von Schülern, Lehrern, Eltern und der Schulleitung erstellt werden. Damit dieser Schulverfassung Gewicht verliehen werden kann, sollte sie von allen Schülern bei ihrem Schuleintritt unterschrieben werden. In regelmäßigen Abständen von 2–3 Jahren sollte diese Schulverfassung von allen Repräsentanten der Schule weiterentwickelt und angepasst werden, so dass ein hohes Maß an Partizipation und Akzeptanz dieser Schulverfassung möglich wird.